# Albán Szocialista Népköztársaság
Az Albán Szocialista Népköztársaság (albánul: Republika Popullore Socialiste e Shqipërisë) államszocialista berendezkedésű pártállam volt 1946 és 1991 között. 1946-tól 1976-ig Albán Népköztársaság (albánul: Republika Popullore e Shqipërisë) volt az állam hivatalos neve. 
A második világháború során, 1941. november 8-án jugoszláv kommunisták támogatásával és Enver Hoxha vezetésével Albániában megalakult az Albán Kommunista Párt, amely a népfront jellegű Nemzeti Felszabadítási Mozgalom élére állva harcolt az olasz, majd a német megszállók, illetve a nacionalista, németbarát Nemzeti Front ellen. A kommunista partizánok 1944 januárjára Dél-Albániát, november 29-ére pedig egész Albániát felszabadították. Hoxha ideiglenes kormánya még a teljes győzelem előtt, a berati kongresszust követően, 1944. október 24-én megkezdte a munkát.
A hidegháború éveiben a keleti blokk államai közé tartozott. 1961-ben beszüntette tevékenységét a KGST-ben, de 1987-ig formálisan a tagja maradt. A Varsói Szerződésnek 1968-ig volt a tagja, de már 1962-ben megszűnt az együttműködés a szervezettel.

## A kommunista hatalomátvétel
A második világháborút követően a kommunisták először is igyekeztek félreállítani az útból potenciális politikai ellenfeleiket. 1945 elejéig likvidálták, emigrációra késztették vagy ellehetetlenítették a két világháború közötti társadalmi elit tagjait, felszámolták a nagybirtokos réteget és a gyenge középosztályt. Enver Hoxha kormányának belügyminisztere és a párt szervezeti titkára, Koçi Xoxe által levezényelt kirakatperek alapján a másként gondolkodók, nemzetségfők és 1944 előtti kormányhivatalnokok, kollaboránsok ezreit végezték ki mint háborús bűnösöket. Családtagjaikat évekre bebörtönözték vagy munkatáborba hurcolták, majd a tengerpart mentén lecsapolt lápvidékekre telepítették ki őket, ahol nyomorúságos körülmények között élték le az életüket. A későbbiekben ennél is tovább mentek: a lassabb szocialista átalakítást pártoló, a Nyugattal kapcsolatot tartó pluralista másként gondolkodók és a bektásik sorait is megritkították.
1945 tavaszán az Albán Kommunista Párt főtitkárát, Enver Hoxhát megerősítették miniszterelnöki posztján, egyúttal ő töltötte be a külügy- és hadügyminiszteri, illetve a hadsereg főparancsnoki tisztét is. Az állami, közigazgatási, katonai és rendészeti kulcspozíciókat a kommunisták foglalták el. Hatalmuk megszilárdulása egyszersmind a geg–toszk viszonyba is változást hozott. Míg korábban az északi gegek közül kerültek ki az albánok vezetői, addig a déli származású Hoxha alatt az ortodox vallású toszk középosztály tagjai kerültek előtérbe a politikai életben. Eleinte népszerűbbek is voltak Toszkföldön, míg az évszázados hagyományaik szerint élő gegek elutasították a kommunista nómenklatúrát és a marxista tanokat.
1945 májusában országszerte megválasztották a helyi önkormányzati szerveket, a tanácsokat, majd létrehozták a rendkívül bonyolult, négyszintű közigazgatási rendszert (települések, járások, kerületek, prefektusok). Augusztusban megtartotta első kongresszusát a Nemzeti Felszabadítási Front helyére lépő Demokratikus Front. Szerepe lényegében az első választások lebonyolítására szorítkozott, ez fogta össze a kommunista szervezeteket és irányította a propagandát. Decemberben tartották meg a nemzetgyűlési választásokat, de csak a Demokratikus Front jelöltjeire lehetett szavazni, ráadásul a kommunisták nemtelen eszközöktől, a megfélemlítéstől sem riadtak vissza az ellenzékiek meggyőzésében. A szavazásra jogosultak 92%-a leadta a voksát, és 93%-uk a Demokratikus Front jelöltjére szavazott.
A nemzetgyűlés alakuló ülésére 1946. január 11-én került sor, ezen eltörölték a királyságot és Albánia államformáját népköztársaságként határozták meg. Hosszas vita után, március 14-én elfogadták a szovjet és a jugoszláv alaptörvény mintájára létrehozott alkotmányt.

## A gazdaság átalakítása
A politikai-társadalmi tisztogatást követően Hoxháék a gazdaság átalakításába fogtak. Még 1944 decemberében, az ideiglenes kormány idején rendeletileg szabályozták a kül- és belkereskedelmet, a kereskedelmi vállalatok és az állami tulajdonban lévő üzemegységek jogi alapjait. E rendeletek értelmében a politikai elítéltek javait elkobozták és ugyanígy jártak el a német vagy olasz tulajdonú ingatlanokkal. Államosították a közlekedési és távközlési infrastruktúrát és a bankokat, valamint semmisnek tekintették a korábbi kormányok által külföldi cégeknek kiadott koncessziókat. 1946 után határozottabb lépéseket tettek a sztálini típusú, központilag tervezett nemzetgazdaság kialakítása felé. Minden ipari vállalatot államosítottak, a külkereskedelmet állami monopóliummá tették és a belkereskedelem nagy részét is központi felügyelet alá vonták. Az újonnan alapított Gazdasági Tervbizottságban dolgozó mérnökök nagy hangsúlyt fektettek az iparfejlesztésre, és 1947-ben bevezették az állami költségvetés tervezését.
1945 augusztusában a kormány bevezette az ország történelmének első földreformját. Céljuk a nagybirtokos réteg felszámolása, a parasztság támogatásának megnyerése és hatékony kisgazdaságok kialakításával a fenyegető éhínség elkerülése volt. A kormányzat elengedte a mezőgazdasági termelők adósságait, kedvező áron öntözésre alkalmas vizet bocsátott a parasztság rendelkezésére, és államosította az erdőket és a legelőterületeket. A mezőgazdasági törvény újratagosította a szántóföldeket, miután államosították a kisebb földbirtokokat és a művelés alatt nem álló területeket is. A mezőgazdasági gépekkel rendelkező parasztok legfeljebb 40, az egyházi intézmények és a középparasztok 20, a nincstelen vagy zsellérsorú parasztok pedig 5 hektárnyi földet birtokolhattak. Ily módon a korábbi nagybirtokok helyén a családi gazdaságok rendszere hálózta be Albániát. 1946 májusában fogadták el a második földtörvényt, amelynek értelmében a szegényparasztok között 173 000 hektár szántóföldet, 474 000 olajfát és 60 000 igavonó állatot osztottak ki. Nem sokkal később a Hoxha-kormány győzelmi jelentésében hírül adhatta, hogy az albán parasztok magasabb kukoricát és nagyobb hozamú búzát termesztenek, mint valaha.
A lakosság életszínvonalát emelve bevezették a napi nyolcórás munkaidőt, a heti egy pihenőnapot és az évi tizenöt napos szabadságot. Az oktatást ingyenessé és kötelezővé tették, gyakorlatilag felszámolták a munkanélküliséget. Ugyanakkor a jegyrendszer a kommunista blokk országaiban a legtovább, 1975-ig maradt fenn, de azt követően is csak a központilag meghatározott fejadagokhoz lehetett hozzájutni.

## Az albán–jugoszláv együttműködés korszaka
Az Albán Kommunista Párt a titói Jugoszlávia támogatásával jött létre még 1941-ben, és politikáját a nagy testvér iránymutatásához igazította. Miután a fasiszta Németország 1944-ben kivonult Koszovóból, a jugoszláv partizánok vonták ellenőrzésük alá a tartományt annak ellenére, hogy a világháború során még Albániához csatolását támogatták. Kényszeredetten ugyan, de az albánok tudomásul vették az 1943-as mukaji egyezmény ilyetén felrúgását. 1945 januárjában a két ország elvi egyezséget ratifikált, amelyben kimondták, hogy Koszovó autonóm tartományként Jugoszlávia része lesz, s a probléma távlati megoldását a létrehozandó albán–jugoszláv konföderációban jelölték meg. Ez utóbbi terv megítélésében az albán vezetés megoszlott, a Sejfulla Malëshova vezette Nyugat-barát frakciót azonban 1946 februárjáig felszámolták. 1945. április 28-án Jugoszlávia elsőként ismerte el Enver Hoxha kormányát, s Albánia-szerte Jugoszlávia melletti szimpátiatüntetéseket rendeztek.
Hoxha első külföldi útja Belgrádba vezetett 1946. június 23. és július 2. között, és a tárgyalások során előkészítették a két ország baráti és együttműködési megállapodását, amelyet Tiranában, július 9-én írtak alá. Ezt további gazdasági szerződések sora követte, amelyekben összehangolták a két állam tervgazdaságát, monetáris rendszerét, és közös árrendszert, vámuniót hoztak létre. Hamarosan hasonló megállapodások születtek Bulgária és Jugoszlávia között, s a két ország vezetője, Tito marsall és Georgi Dimitrov elviekben megállapodtak a három országot magában foglaló Balkáni Föderáció létrehozásáról, amely szintén megoldást nyújtott volna az albánlakta területek egyesítésére. (A Balkáni Föderáció tervét később, 1948-ban Sztálin tette vakvágányra.)
A szerbhorvát nyelv tanítását kötelezővé tették az albániai középiskolákban, és jugoszláv tanácsadók érkeztek a közigazgatásba, illetve a hadseregbe. Humanitárius segélyként 20 ezer tonna jugoszláv gabona érkezett, és noha az Egyesült Államok az UNRRA-segélyprogram keretében 26 millió dollárnyi segélyben részesítette Albániát, a jugoszláv beruházásokra és fejlesztésekre továbbra is égető szükség volt. Állami tulajdonú albán–jugoszláv bányaművelési, vasútépítő, kőolaj-kitermelő, áramszolgáltató és belkereskedelmi vállalatok alakultak Albánia-szerte. Jugoszláv beruházásoknak köszönhetően épült meg a korçai cukorgyár, az elbasani élelmiszeripari komplexum, a rrogozhinai kenderfeldolgozó üzem, a vlorai halkonzervgyár, a tiranai nyomda, telefonközpont és textilgyár. Hasonlóképpen támogatták Albánia gazdaságát azzal, hogy világpiaci áron vették át az albán rezet és más termékeket.
Hasonlóan alakult azonban a helyzet, mint az 1930-as években az olasz–albán kapcsolatok erősödése idején. Az albán vezetők egyre terhesebbnek érezték a jugoszláv jelenlétet, úgy vélték, nagy szomszédjuk a vegyes vállalatokkal kizsákmányolja hazájukat, ráadásul az albán nyersanyagokért nagyon alacsony áron jut hozzá. Emellett az albánok elképzelése szerint a hangsúlyt a könnyűipar és az olajfeldolgozás fejlesztésére kellett volna helyezni, ezzel szemben a jugoszlávok a mezőgazdasági termelésre építették fel albániai beruházásaikat. A Gazdasági Tervbizottság feje, Nako Spiru kritizálta a legélesebben a jugoszláv befolyást, de Hoxha is érezte a problémákat. Tito elveszítette bizalmát Hoxhával és körével szemben, és a jugoszlávbarát Koçi Xoxén keresztül vezetőváltást készített elő az Albán Kommunista Párt élén.
1947 májusában államellenes cselekmények vádjával letartóztattak és perbe fogtak kilenc jugoszlávellenes nemzetgyűlési képviselőt. A következő hónapban a Jugoszláv Kommunista Párt Központi Bizottsága azzal vádolta meg Hoxhát, hogy népét Jugoszlávia ellen fordítja. Eközben a jugoszlávok kísérletet tettek az ingadozó albán vezetők jóindulatának „megvásárlására” is. Az országnak folyósított segély összegét 40 millió dollárra emelték, ami az 1947-es albán költségvetés 58%-át tette ki. A kapcsolat némileg javult, Albánia frusztrációját azonban tovább fokozta, hogy a kelet-európai kommunista blokk országai nem hívták meg a Kominform 1947. szeptemberi alakuló ülésére. A későbbi Kominform-tárgyalásokon is Jugoszlávia képviselte az országot. November 19-én, a Központi Bizottság ülésén a jugoszlávbarát szárny két vezéralakja, Xoxe és Pandi Kristo imperialista ügynökként bélyegezte meg Spirut, aki ennek hatására öngyilkos lett (egyes feltevések szerint meggyilkolták).
A jugoszlávbarát frakció végső lépésre szánta el magát 1948-ban. A februári pártplénum alkalmával a vezetőség javaslatot tett az albán és a jugoszláv gazdaság és haderő egyesítésére. Az alapjában véve opportunista Hoxha ekkor még vádbeszédet tartott az elhunyt Spiru ellen, hogy az megkísérelte szétrombolni az albán–jugoszláv kapcsolatokat. Egy hónappal később a Központi Bizottság ülésén Xoxe felvetette, hogy Belgrád befogadhatná Albániát mint a hetedik jugoszláv köztársaságot. Hirtelen azonban megváltozott a keleti blokk és Tito viszonya, június 28-án Jugoszláviát kizárták a Kominformból, s ezzel együtt Albánia is gyorsan visszakozott. Három nappal később, július 1-jén Tirana már gyarmatosító politikával vádolta meg Titót, negyvennyolc órát adott a jugoszláv tanácsadóknak, hogy elhagyják az országot, felbontották a kétoldalú gazdasági szerződéseket, és beindult a jugoszlávellenes propagandagépezet. Az új világképben Tito imperialista szörnyeteggé lényegült át, helyére Sztálin, a bálványozott „albán hős” (!) került, Hoxha pedig az idegen hatalmak agressziója ellen küzdő harcossá emelkedett népe szemében.
A jugoszlávbarát frakciót rohamléptekben felszámolták. Szeptember elején határoztak a „belgrádi trockistákkal lepaktálók” félreállításáról. Bár Xoxe és Kristo önkritikát gyakoroltak, szeptemberben Xoxét leváltották belügyminiszteri posztjáról, majd államellenes szervezkedés vádjával, a nyilvánosság kizárásával pert folytattak le ellene, és 1949 májusában kivégezték. Kristót életfogytiglani börtönre ítélték. Hasonlóképpen likvidálták a Központi Bizottság tizennégy „titoista” tagját és harminckét nemzetgyűlési képviselőt, 4 ezer embert, „a nép ellenségeit” pedig kizárták a pártból. 1948 és 1955 között több mint háromszáz „titofasiszta bandát” számoltak fel Hoxha vezetésével. Jugoszlávia válaszképpen valamennyi albán–jugoszláv barátsági szerződést semmisnek tekintette, és 1950-ben megszakította diplomáciai kapcsolatait Hoxha Albániájával.

## Az albán–szovjet együttműködés korszaka
A Jugoszláviával való szakítást követően Albánia beállt a sztálini Szovjetunió csatlósállamainak sorába. Az albán pártvezetők úgy gondolták, nem ismétlődhet meg az olasz vagy a jugoszláv befolyáshoz mérhető nyomás, hiszen a két ország nem határos egymással. Sztálin javaslatára az Albán Kommunista Párt még 1948 novemberében megváltoztatta a nevét Albán Munkapártra. A nagy testvér pótolta a kiesett jugoszláv gazdasági támogatást, 1949 februárjában pedig Albánia belépett a Kölcsönös Gazdasági Segítség Tanácsába (KGST). Hamarosan kétoldalú kereskedelmi egyezményeket kötöttek a Szovjetunióval, Lengyelországgal, Csehszlovákiával, Magyarországgal és Romániával is. A kelet-európai blokk országaiból műszaki szakemberek, a Szovjetunióból katonai tanácsadók érkeztek az országba és Sazan szigetén egy szovjet tengeralattjáró-bázist is kiépítettek.
Az albán vezetők – Enver Hoxha, Mehmet Shehu és körük – egyre inkább igazodtak a sztálinista politikai dogmákhoz és nemzetgazdasági elképzelésekhez. 1952-ben hirdették meg az első, paradox módon 1951–1955-re vonatkozó ötéves tervet, amelynek főbb sarokpontjai az olaj-, króm-, réz-, nikkel-, bitumen- és szénkitermelés fokozása, az energiatermelés, a közlekedési infrastruktúra és a mezőgazdaság fejlesztése voltak. Az Albán Munkapárt II. Kongresszusa (1955) után az iparosítás felgyorsításáról és a termőföldek erőszakos államosításáról döntöttek. Ebben az évben a mezőgazdasági javak 87%-át még a családi gazdaságok termelték, 1960-ra ugyanilyen arányban már az állami gazdaságok és a termelőszövetkezetek vették ki részüket a termelés volumenéből.
A gazdaság erőltetett fejlesztése mellett a nyomorúságos szociális ellátórendszerre, az egészségügyre és az oktatásra kevesebb pénz és figyelem jutott. Az 1950-es évek elején mindössze százötven orvos dolgozott az 1,2 milliós lakosú országban, s a kórházi ágyak száma is alig érte el az 5500-at 1953-ra (bár a korábban súlyos gondot okozó maláriát visszaszorították). Ugyanakkor például a csecsemőhalálozás arányszáma az 1945-ös 112,2‰-ről 1953-ig 99,5‰-re csökkent. A közoktatást szolgálatába állította a rendszer: a sztálinista ideológia terjesztésére és a káderképzés terepéül szolgált. Az iskolák, tanárok és tanulók száma 1945 és 1950 között megkétszereződött, az írástudatlanok aránya az 1946-os 85%-ról 1951-ig 31%-ra csökkent. 1957-ben megalapították az ország első felsőoktatási intézményét, a Tiranai Állami Egyetemet.
A szovjet–albán kapcsolatok Sztálin életében rendkívül szívélyesek voltak, a két pártvezér öt alkalommal találkozott egymással, és Enver Hoxha hitelesnek ugyan nem tekinthető visszaemlékezései szerint ezek rendkívül barátian folytak le. 1949–1951 között az albán külkereskedelmi volumennek több mint a felét a szovjet export és import tette ki. Az albán államháztartási deficitet a Szovjetunió hosszú lejáratú hitelekkel rendszeresen kompenzálta. Ugyanakkor bár Hoxha és szűk köre a szovjet példa hű követőjének bizonyult és ellenfeleikkel a Shehu irányított politikai rendőrség, a Sigurimi igyekezett leszámolni, belpolitikai helyzetük korántsem volt stabilnak mondható. Sztálin 1953. március 5-ei halála után csak Hoxha utazott el a nagy tanító temetésére, Shehu Tiranában maradt, attól tartva, hogy távollétüket kihasználva ellenfeleik puccsot hajtanak végre a párt élén. A szovjet politikában lassan bekövetkező változás – először Moszkva és Belgrád óvatos kapcsolat-újrafelvétele – felbőszítette Hoxhát és körét, de továbbra is követték a szovjet pártvezetés utasításait. Moszkvai nyomásra és mintára Albániában is átvették a kollektív pártvezetési struktúrát. Az állami és párttisztségek szétválasztása jegyében 1953 júliusában Hoxha megvált a külügyminiszteri és a hadsereg-főparancsnoki poszttól, 1954. július 20-án pedig a miniszterelnöki széket adta át Mehmet Shehunak. Magának csak a párt főtitkári tisztét, a kvázi-államfői pozíciót tartotta meg. A Központi Bizottság júliusi ülésén – szintén a szovjet útmutatásokat követve – Hoxha élesen kikelt az önnön személye iránti féktelen kultusz ellen.
Az új szovjet pártfőtitkár, Nyikita Hruscsov által meghirdetett „békés együttélés” programját és a desztalinizáció kezdeti lépéseit az albán felső vezetés nyugtalanul figyelte. Hoxha és Shehu attól tartott, hogy Moszkva szívesebben látna kevéssé dogmatikus vezetőket az Albán Munkapárt élén, ekkor azonban még nem vitték nyílt kenyértörésre a dolgot. Sőt, szovjet utasításra a békés együttélés jegyében 1953. december 22-én ismét felvették a diplomáciai kapcsolatokat Jugoszláviával, de elutasították az 1949-ben kivégzett Koçi Xoxe rehabilitálását mint Titónak teendő gesztust. 1955-ben Albánia a kelet-európai blokk katonai szövetsége, a Varsói Szerződés egyik alapító tagja lett.
1956 februárjában a Szovjetunió Kommunista Pártjának XX. Kongresszusán Hruscsov a sztálinizmus bűneiről és a múlttal való szakításról beszélve határozta meg az új szovjet politika irányvonalát. Hoxha védelmébe vette Sztálint, és Titót tette felelőssé a kommunista blokk „szétbomlasztásáért”, a desztalinizációért, majd később a lengyelországi eseményekért és a magyarországi forradalomért is.
Újabb leszámolási hullám vette kezdetét, és kivégezték a pártvezetés ellen fellépő, a szovjet utat követő mérsékelten dogmatikus pártkádereket (Liri Gega, Dali Ndreu stb.). 1957 áprilisában azonban Hoxha Moszkvába utazott, ahol keményvonalas politikája megváltoztatásáért cserébe ígéretet kapott az 1955 végéig nyújtott 105 millió dolláros hitel elengedésére és további 7,8 millió dolláros élelmiszer-szállítmányra. Ám a következő évben, 1958-ban ismét megjelent a „titofasizmus” kifejezés Hoxha retorikájában, majd elégedetlenségét fejezte ki a kelet-európai nemzetgazdaságokat összehangoló KGST-tervvel kapcsolatban. Ennek értelmében Albánia szerepe az erőltetetten folyó nehézipari termelés helyett a mezőgazdasági javak előállítása és az ércbányászat lett volna. 1959 májusában Hruscsov Albániában tett tizenkét napos látogatása során igyekezett meggyőzni Hoxhát és Shehut a KGST-terv fontosságáról, és Albániáról mint a szovjet blokk lehetséges gyümölcsöskertjéről beszélt.
Albánia ekkor már 1958 óta építette a kapcsolatait a népi Kínával, s azon volt, hogy partnerségi viszonyait ismét átrendezze. A szovjet desztalinizációt és Jugoszlávia harmadikutas szocializmusát (hoxhai szóhasználattal „a szocialista poklot”) egyaránt elutasítva Hoxha és Shehu 1960 tavaszán megérettnek érezték az időt a váltásra. Miután júniusban a Román Dolgozók Pártjának kongresszusán felszólaló Hruscsov megbélyegezte Kínát, az albán delegáció élesen tiltakozott. A szovjet pártvezetés válaszul az ígért gabonaszállítmányokat nem indította el Albániába, és kísérletet tett Hoxha és Shehu elmozdítására is. A Sigurimi azonban a szervezkedést leleplezte, s öt szovjetbarát politikai vezetőt kivégeztek. Kína – noha maga is gazdasági gondokkal küzdött – azonnal pótolta a szovjet gabonaszállítmányt. A világ kommunista pártjainak 1960. novemberi moszkvai találkozóján az albán küldöttséget vezető Hoxha ismét felszólalt a Kínát kritizáló Hruscsov ellen, és azzal vádolta meg, hogy támogatja a görögök Dél-Albániát érintő területi követeléseit.
Hoxha vádbeszéde után az albán–szovjet kapcsolatok végérvényesen megromlottak, s a kapcsolat elmérgesítését a szovjet blokkal szembehelyezkedő Kína is szorgalmazta. Az Albán Munkapárt IV. Kongresszusán, 1961 februárjában elfogadták a harmadik ötéves tervet (1961–1965), amely a költségvetés 54%-át nehézipari beruházásokra irányozta elő, nyíltan szembemenetelve Hruscsov elképzeléseivel. Megtorlásul a Szovjetunió befagyasztotta albániai segélyprogramjait, majd 1961 októberében, az SZKP XXII. Kongresszusán kiközösítették Albániát a kommunista tömbből, s decemberben megszűntek a diplomáciai kapcsolatok a két ország között. A szovjet szakember- és tanácsadógárda elhagyta Albániát, s a Sazan-szigeti szovjet tengeralattjáró-bázist is elbontották. Albánia 1961-ben beszüntette tevékenységét a KGST-ben, noha formálisan 1987-ig annak tagja maradt. A Varsói Szerződésből 1962-ben vonult ki, bár 1968-ig teljes jogú tagja maradt.

## Az albán–kínai együttműködés korszaka
A kommunista blokkal való szakítást követően Kínán volt a sor, hogy pótolja a Szovjetunió nyújtotta gazdasági támogatást Albániában. Peking kedvezőbb feltételek mellett nyújtott kölcsönt, illetve a költséges kelet-európai szakembergárdát felváltó kínaiak is az albán viszonyoknak megfelelően alacsony fizetést kaptak és hasonló lakáskörülmények között éltek. Kínai segítséggel építették fel 1967-ben az első albán rádióadót, amelyen Sztálin, Hoxha és Mao Ce-tung dicshimnuszait sugározták egy évtizeden keresztül. A kínaiak és albánok között felmerülő nyelvi korlátokat groteszk módon a „hruscsovi revizionisták” nyelvének, az orosznak a használatával győzték le. A számottevő gazdasági segítségért cserébe Albánia a népi Kína európai hídfőállása lett és az ENSZ-ben képviselte a kínai ügyeket.
Az albán vezetők aggodalmára hamar kiderült, hogy a kínai műszaki berendezések és szakemberek messze nem állnak azon a fejlettségi szinten, mint a korábbi szovjetek. Idővel Kína nem is volt képes időben leszállítani a megígért gépipari berendezéseket, ami egyrészről az albán gazdaság növekedését visszavetette, másrészt kénytelen volt továbbra is fenntartani a külkereskedelmi kapcsolatokat az európai kommunista blokkal. Az alacsony munkatermelékenység, az elnagyolt gazdasági tervezés, a munkásság képzetlensége és a hibát hibára halmozó üzemszervezési gyakorlat egyre nyilvánvalóbbá vált. 1962-ben Albánia megszorító intézkedéseket vezetett be, amellyel a termelési költségeket és a beruházási terveket igyekeztek racionalizálni – nem nagy sikerrel, a kínai segítségre továbbra is égető szükségük volt.
1964 októberében Hoxha üdvözölte Hruscsov leváltását az SZKP főtitkári tisztéből, különösen, hogy az új szovjet vezető, Leonyid Brezsnyev nyitást fontolgatott Albánia felé. Azonban már az első tárgyalások során világossá vált, hogy a két ország egyike sem kíván politikai irányultságán változtatni, így a kapcsolatfelvétel megszakadt. A hoxhai propaganda a következő évtizedekben a kommunista eszme árulóiként, hűtlen revizionistákként emlegette a szovjeteket. A kétoldalú kapcsolatok végérvényesen 1968 augusztusában, a prágai tavasz idején szűntek meg, amikor a kommunista országok hadseregei lerohanták Csehszlovákiát és Albánia hivatalosan is megszüntette varsói szerződésbeli tagságát.
Ugyanakkor az 1960-as évek közepére megerősödtek Albániában az ellenzéki hangok, különösen a megizmosodott hivatalnoki-értelmiségi réteg soraiban. Panaszra adtak okot a rossz életkörülmények, a gyenge minőségű kereskedelmi áruk és az infláció. A művészek támadták a dogmatikus és sematikus szocialista realizmust, és nehezményezték, hogy az irodalom, a képzőművészet a pártpolitika játékszerévé vált. A kialakult helyzetben 1966-ban – a Mao Ce-tung nevéhez fűződő kulturális forradalom mintájára – Hoxha meghirdette a maga kulturális és ideológiai forradalmát. Reformokat vezettek be a politikában, a hadseregben, a kormányzati bürokráciában és a gazdasági életben:
- A lakosságot felszólították, hogy a kínai tacepaokhoz hasonlóan villámröplapokon közöljék bírálataikat.
- Hat minisztériumot megszüntettek, köztük az igazságügyi tárcát.
- A hadseregben eltörölték a katonai rangokat és bevezették a politikai biztosság intézményét.
- Csökkentették a kiugróan magas fizetéseket és a havi bért 1200 lekben (kb. 100 dollár) maximálták.
- Az üzemekben és a termelőszövetkezetekben munkás-paraszt ellenőrző bizottságokat hoztak létre.
- Újult erővel folytatták a termelőszövetkezetek szervezését azokon a távoli hegyvidéki részeken, ahol az elmúlt években nem mutattak fel sikereket e téren, egyúttal maximálták a háztáji gazdaságok méretét.
- A nem fizikai dolgozókat kötelezték a termelésben való részvételre.
- A hagyományosan másodrendű szerepbe kényszerülő nőket bátorították a szocialista termelésben való részvételre.

Nem maradt el ugyanakkor a hangoskodók megbüntetése sem. A hivatalnoki réteg „fehérgalléros tempóját” letörendő a közép- és főtisztviselői kar fizetését megkurtították, egy részüket megfosztották állásától és gyárakba, szántóföldekre osztották be dolgozni. A szocialista realizmusból sem engedett a rendszer, az „elhajló” művészeket szintén megbüntette.
A következő évben, 1967-ben elsöprő kampányt vezetett Hoxha a vallási élet ellen, arra hivatkozva, hogy az egyházak megosztják és tudatlanságban tartják az albán népet. Egyetemisták agitáltak országszerte az egyházak ellen, és bár az Albán Munkapárt soraiból is tiltakoztak néhányan, az év végére bezárták a templomokat, mecseteket, imaházakat, illetve raktárrá, filmszínházzá, tornateremmé, szerelőcsarnokká stb. alakították át őket. Hoxha végül a világ első ateista államává nyilvánította Albániát. Ezzel az albán társadalom hagyományosan patriarchális szerkezete végképp elenyészett: a második világháborút követően a bégeket és nemzetségfőket félreállították az útból; a termelőszövetkezetesítés és az erőltetett iparosítás a városokba irányuló migrációt, a hagyományos közösségek felbomlását idézte elő; a nők emancipációja a patriarchátus végét jelentette; a vallási élet „betiltása” pedig az utolsó lényeges identitáselemet is elvette az albánok tömegeitől.
Az albán–kínai kapcsolatokban az 1970-es évek elején változás állt be. A népi Kína ekkor kezdett el kitörni nemzetközi elszigeteltségéből, Mao és a többi kommunista vezető újraértékelte kapcsolatát a kicsi és jelentéktelen Albániával. Válaszul Albánia is nyitott, hogy így váltsa ki Kínától való függőségét: felvette a külkereskedelmi kapcsolatokat Franciaországgal, Olaszországgal, Ausztriával, a skandináv országokkal, valamint egy sor újonnan függetlenné vált ázsiai és afrikai országgal. 1971-ben normalizálta kapcsolatait Görögországgal. Az albán vezetők megvetéssel fogadták, amikor Kína tárgyalásokat kezdett az Egyesült Államokkal, és az albán sajtó tudomást sem vett Richard Nixon amerikai elnök 1972-es pekingi látogatásáról. Az albán vezetők azonban nem mentek túl messzire a nyitásban: nem vettek részt az Európai Biztonsági és Együttműködési Értekezlet munkájában és egyetlen európai országként az 1975-ös helsinki egyezményt sem ratifikálták. A Kínához való viszonyt illetően Hoxha továbbra is opportunista maradt, nyilvánosan a két nép megbonthatatlan barátságáról beszélt, sőt, 1974-ben kivégeztette Beqir Ballukut, a Kína-ellenes pártfrakció vezéralakját (a szakítást követő párttörténeti tankönyvekben Balluku már mint Kína-barát revizionista szerepelt).
Mao 1976-os halála után Hoxha élesen kritizálta az új kínai vezetőt, Hua Kuo-fenget és Peking pragmatikus nyitáspolitikáját. Válaszképpen Kína 1977-ben tárgyalásokra hívta Titót, 1978. július 7-én pedig bejelentette az Albániának nyújtott gazdasági és katonai segítség megszüntetését.

## A teljes elszigetelődés

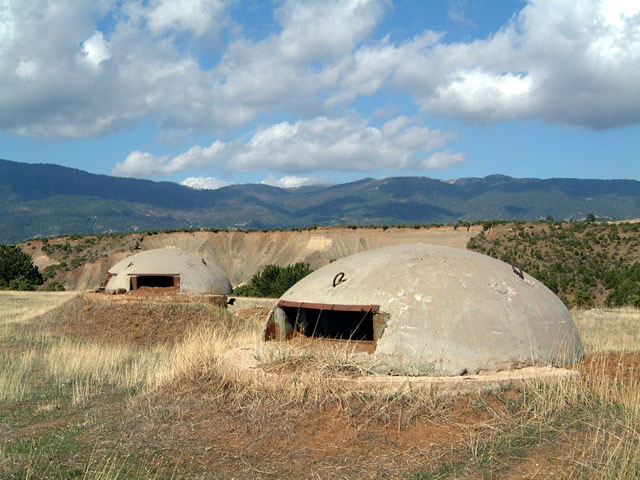
Enver Hoxha öröksége: a betonbunkerek

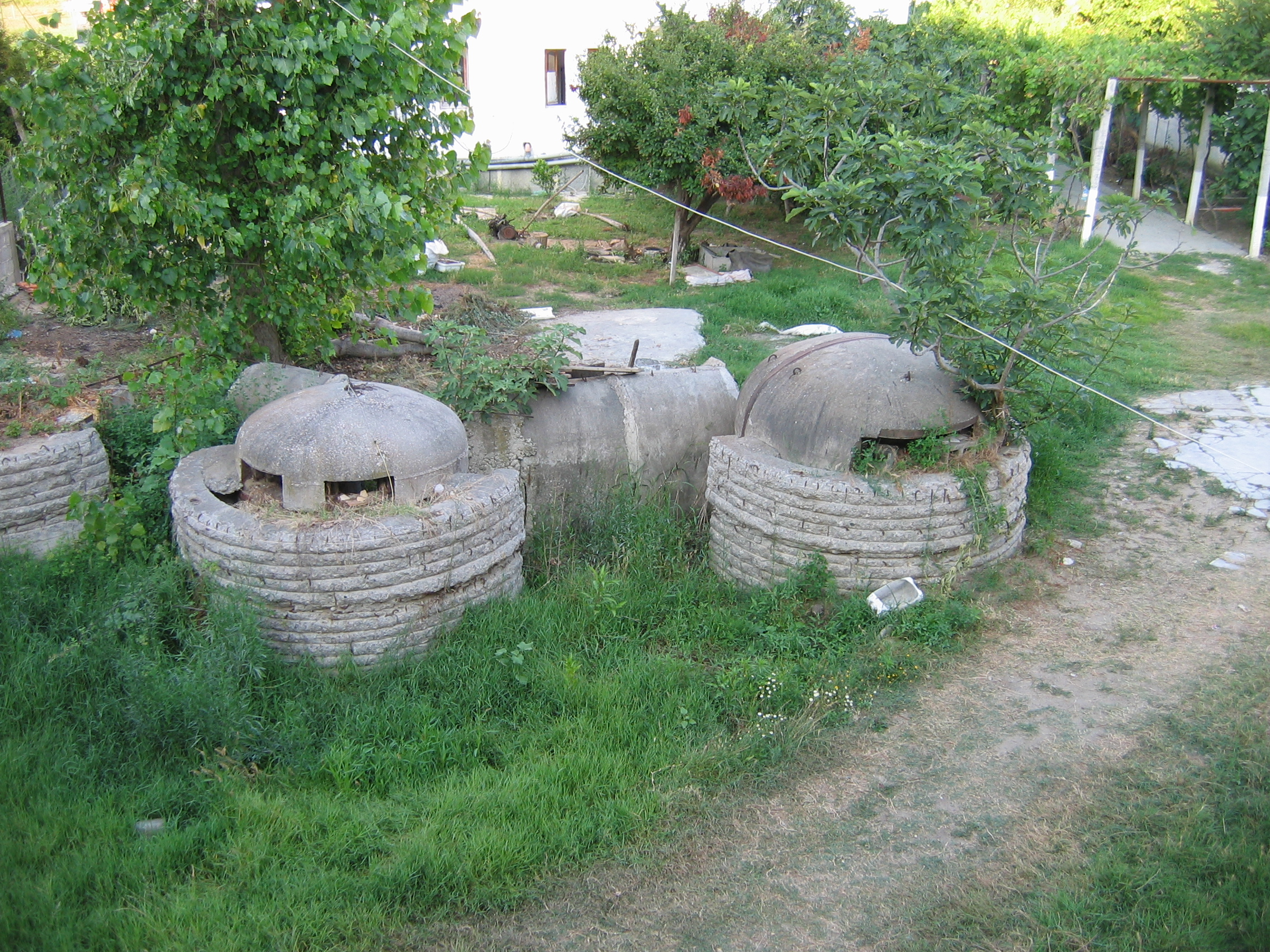
Bunkerek Durrësban

Miután Albánia patrónus nélkül maradt, Hoxha a párt és az ország fő irányvonalát az izolacionizmusban, a gazdasági önellátásra való berendezkedésben határozta meg az 1970-es évek közepén, amikor a kínai–albán kapcsolatok már kihűlőben voltak. A háttérben történtek ugyan kísérletek a nyitásra, különösen Nyugat-Európa és a harmadik világ országai felé, de a diktátor hatalmát és elképzeléseit a mindenünnen Albániára acsarkodó külvilág rémképével legitimálta. Normalizált külkapcsolatokat csak a kommunista Vietnámmal tartottak fenn. Ekkor, a bekerítettségi pszichózis árnyékában érte el csúcspontját a bunkerépítési láz: az esetleges katonai csapásra való felkészülésül, a polgári lakosság védelmére 1985-ig több mint 700 ezer kisebb-nagyobb betonbunkert építettek  a 3 milliós lakosú Albániában. Ahogy az idősödő Hoxha egészségi állapota is romlott, egyre több, az izolacionizmus politikáját elítélő politikus adott hangot elégedetlenségének. Az ellenzékieket Hoxha ismét félreállíttatta – köztük a hadsereg vezetőit is –, és leváltotta a hadügy- és a gazdasági minisztert.
Hoxha idejének egy részét az utódlási kérdés megoldása foglalta le. Biztosítani akarta, hogy halála után olyan személy kerüljön a párt főtitkári székébe, aki garantáltan az ő politikáját viszi tovább. Ehhez azonban a hoxhai irányvonalnak intézményes alapot kellett teremteni, ezért még 1976 decemberében elfogadtatta az ország második sztálinista alkotmányát. Az alaptörvény ugyan garantálta a szólás-, a sajtó- és a gyülekezési szabadságot, de ezeket a jogokat az egyén elsőrendű társadalmi kötelezettségei (a szocializmus építése) alá rendelte. Törvénybe foglalta, hogy Albánia gazdasági értelemben önellátó, és tiltotta a külső gazdasági segélyek vagy hitelek elfogadását, valamint a vegyesvállalatok alapítását (különösen „burzsoá” vagy „revizionista” féllel). Az alkotmány preambuluma rögzítette azt is, hogy tilos az országban egyházat alapítani.
A gazdasági tényekre fittyet hányó, vad izolacionizmus eszméjét azonban nem tette magáévá az Albán Munkapárt vezérkara. Az elégedetlenek szószólója az évtizedeken át hű harcostárs, a kínai–albán kapcsolat-újrafelvétel szorgalmazója, a hadügyminiszter és kormányfő Mehmet Shehu volt. Noha korábban azt lehetett sejteni, ő lesz a pártvezető utódja, 1980-ban Hoxha Ramiz Aliát kérte fel a halála utáni pártfőtitkár tisztére. Shehu 1981 elején lemondott a hadügyminiszteri tárcáról, majd ugyanazon év decemberében rejtélyes körülmények között elhunyt. A hivatalos verzió szerint öngyilkos lett, de nem bizonyított elméletek szerint valószínűbb, hogy Hoxha tette el az útból. Ez utóbbi feltevést igazolják egyrészt az Albán Népköztársaság elmúlt történelmi tapasztalatai, másrészt az, hogy Shehut halála után Hoxha kiátkozta a pártból és titoista revizionistának bélyegezte meg. Kevéssel utóbb Shehu rokonsága és hívei is eltűntek a közéletből.
1983 elején, a hetvenötödik esztendejét taposó Hoxha egészsége megromlásával némileg visszahúzódott a politika élvonalából, s Ramiz Alia irányította az adminisztrációt. Alia hű követőjeként járta az országot és hirdette a „marxista–leninista igét” különféle pártrendezvényeken, átadásokon és ünnepségeken. A sokak által gyűlölt diktátor, Enver Hoxha végül 1985. április 11-én halt meg.
Halála után Alia foglalta el a helyét, és bár igyekezett elődje örökségét továbbvinni, a kelet-európai politikai változások az albán társadalomra is hatással voltak. Lassú és óvatos átmeneti időszakot, majd folyamatos polgárháborús helyzetet követően 1991–1992-ben Albániában is lezajlott a rendszerváltás. (A Hoxha halála utáni átmeneti korszakot részletesebben lásd: Albánia közelmúltbeli történelme).